# انسفالیت
التهاب مغز یا انسفالیت (به انگلیسی: Encephalitis) به معنی التهاب حاد بافت مغزی است. شدت آن می‌تواند با علائمی از جمله کاهش یا تغییر در هوشیاری، سردرد، تب، گیجی، سفت شدن گردن و استفراغ متغیر باشد. عوارض ممکن است شامل تشنج، توهم، مشکل در صحبت کردن، مشکلات حافظه و مشکلات شنوایی باشد. علل آنسفالیت شامل ویروس‌هایی مانند ویروس هرپس سیمپلکس و ویروس هاری و همچنین باکتری‌ها، قارچ‌ها یا انگل‌ها است. علل دیگر عبارتند از بیماری‌های خود ایمنی و تأثیر برخی داروها. در بسیاری از موارد علت ناشناخته باقی مانده. عوامل خطر شامل دستگاه ایمنی ضعیف می‌باشد. تشخیص معمولاً بر اساس علائم است و با آزمایش خون، تصویربرداری پزشکی و تجزیه و تحلیل مایع مغزی نخاعی پشتیبانی می‌شود. انواع خاصی از آن با واکسن‌ها قابل پیشگیری هستند. درمان ممکن است شامل داروهای ضد ویروسی (مانند آسیکلوویر)، داروهای ضد تشنج و کورتیکواستروئیدها باشد. درمان به‌طور کلی در بیمارستان انجام می‌شود. برخی افراد نیاز به تنفس مصنوعی خواهند داشت. پس از اینکه مشکل فوری فرد مورد کنترل قرار گرفت، ممکن است نیاز به توانبخشی باشد. در سال ۲۰۱۵ میلادی تخمین زده شد که آنسفالیت ۴٫۳ میلیون نفر را تحت تأثیر قرار داده و منجر به مرگ ۱۵۰۰۰۰ نفر در سراسر جهان شده‌است.
شایع‌ترین نوع آن انسفالیت ویروسی می‌باشد. ویروس خود را از طریق خون به مغز می‌رساند و در عملکرد آن اختلال ایجاد می‌کند در بیماریهای سیفلیس، هاری و مالاریا نیز احتمال آنسفالیت وجود دارد. انسفالیت چون از بیماری‌های ثانویه ویروسی می‌باشد می‌تواند رده‌های مختلفی داشته باشد و از عدم تعادل در راه رفتن تا کما و مرگ را در پی خواهد داشت. برای مثال در نوزادان ویروس هرپس سیمپلکس باعث ایجاد تبخال می‌گردد یا ویروسی که در آبله مرغان به مغز می‌رسد می‌تواند فقط کمی عدم تعادل در راه رفتن را در پی داشته باشد.

## علائم و نشانه‌ها
در بزرگسالان مبتلا به آنسفالیت با شروع حاد آن تب، سردرد، گیجی و گاهی تشنج دیده می‌شود. کودکان کوچکتر یا نوزادان دچار زودرنجی، کم یا بی‌اشتهایی و تب می‌شوند. معاینات عصبی معمولاً یک فرد خواب آلود یا گیج را نشان می‌دهد. سفتی گردن به دلیل تحریک مننژهای پوشاننده مغز، نشان دهنده این است که بیمار یا مننژیت یا مننژوانسفالیت دارد.

## پیشگیری
شناسایی عوامل پیش آگهی ضعیف شامل ادم مغزی، بحران صرعی و ترومبوسیتوپنی است. در مقابل، نوار مغزی طبیعی در مراحل اولیه تشخیص با نرخ بالایی از بقا همراه است.

## درمان
کلید زنده ماندن از آنسفالیت، تشخیص زودهنگام و درمان مؤثر علت زمینه ای است. تیمی از متخصصان که با هم کار می‌کنند یک عامل مهم در مراقبت بهینه است.
بیماران انسفالیت ممکن است نیاز به ماندن در ICU داشته باشند تا ارائه دهندگان مراقبت‌های بهداشتی بتوانند تشنج، تورم مغز، نارسایی تنفسی یا تغییرات ریتم قلب را تماشا کنند.
یک داروی ایدئال برای درمان عفونت مغزی باید کوچک، نسبتاً لیپوفیلک در pH ۷٫۴، دارای سطح پایین اتصال به پروتئین پلاسما، حجم توزیع لیتر در کیلوگرم، میل ترکیبی قوی نسبت به اتصال با پروتیین پی‌جی‌پی یا سایر پمپ‌های خروجی افلوکس در سطح سد خونی مغزی را نداشته باشد. برخی از داروها مانند ایزونیازید، پیرازینامید، لینزولید، مترونیدازول، فلوکونازول و برخی فلوروکینولون‌هانفوذ خوبی به سد خونی مغزی دارند.

درمان (که مبتنی بر مراقبت‌های حمایتی است) به شرح زیر است:
- داروهای ضد ویروسی (اگر ویروس عامل آن باشد)
- آنتی‌بیوتیک، (اگر عامل باکتری باشد)
- استروئیدها برای کاهش تورم مغز استفاده می‌شود
- آرام بخش برای بیقراری
- استامینوفن برای تب
- کاردرمانی و فیزیوتراپی (اگر مغز بعد از عفونت تحت تأثیر قرار گرفته باشد)

## انسفالیت در کودکان
آنسفالیت در کودکان ممکن است به دلیل عفونت مستقیم و حمله مستقیم میکروب به وجود آید و یا به‌صورت غیرمستقیم و به دلیل پاسخ دستگاه ایمنی بدن به یک عفونت به وجود آید. آنسفالیت در کودکان معمولاً کاملاً ناگهانی و حاد اتفاق می‌افتد و علائم آن به‌صورت حاد شروع می‌شوند و سیری طوفانی دارد، اما گاهی هم ممکن است کاملاً مزمن باشد.
بیماری آنسفالیت در کودکان می‌تواند علل ویروسی و یا باکتریایی داشته باشد. از جمله ویروس‌هایی که باعث آنسفالیت در کودکان می‌شود، ویروس تب‌خال و ویروس ایدز است. ویروس ایدز می‌تواند به‌صورت کاملاً ناگهانی باعث تب و آنسفالیت در کودکان شود. سرخک نیز در صورت تغییر ناگهانی علائم بیماری می‌تواند باعث ایجاد آنسفالیت در کودکان شود. گاهی اختلالات متابولیک و یا سرطان‌ها نیز می‌توانند باعث ایجاد التهاب در بافت پارانشیم مغزی و آنسفالیت در کودکان شود. 

## واژه‌شناسی
آنسفالیت همراه با مننژیت به عنوان مننگوآنسفالیت شناخته می‌شود، در حالی که آنسفالیت با درگیری نخاع به عنوان encephalomyelitis شناخته می‌شود. این کلمه از یونانی باستان «ἐγκέφαλος»، «enképhalos» «مغز»، ساخته شده از ἐν، en، «در» و «κεφαλή»، «kephalé»، «سر» و پسوند پزشکی «-itis» «التهاب» ساخته شده.